# Взятие Ташкента (1842)
Взя‌тие Ташке‌нта (осень 1842 — зима 1843) — один из центральных эпизодов бухарско-кокандских войн, вызванный стремлением Кокандского ханства восстановить ранее утраченные территории, репутацию и авторитет. После осады, которая продлилась несколько месяцев, войска бухарцев были разбиты, что привело Коканд к завоеванию солидной части южного Казахстана.

## Предыстория
В 1842 году Шерали-хан, озаботившись восстановлением прежних границ государства, послал войска под началом Юсуф-мингбаши и своего второго сына Малла-бека против Ташкента, которым в то время от имени бухарского эмира управлял Мухаммад Шариф-аталык.

## Подчинение Ташкента и Южного Казахстана

### Захват крепости Бука
Войско, пройдя через Кендыр-даван в местности Уйшун и Кереучи, штурмом взяло и разорило кураминскую крепость Бука, в котором укрывались род тама и 1000 сторонников эмира во главе с Гадай-баем и Абд ар-Рахманом. Гадай-бай и Абд ар-Рахман бежали в Ташкент.

### Битва у реки Чирчик
Кокандцы вышли из Тойтепа и остановились в Кавардане. Мухаммад Шариф-аталык, полагаясь на казахское племя санчклы, с войском Ташкента и казахов перешёл реку Салар и остановился в Тиллагуч-тепа, так что обе стороны разделила река Чирчик.
На утро, кокандцы форсировали реку и ввязались в бой, выдвинув вперёд стрелков, за которыми находились главные силы, состоявшие из кавалерии. Казахское войско бежало, не устояв перед огнём стрелков. Атака кокандской конницы обратило в бегство ташкентское войско. Ташкент был взят, через несколько часов кокандцы нашли укрывшегося аталыка в арке города.
Эй, Гадай-бай, если ты мужчина, покажи это и выйди на открытый бой, а если ты женщина, то покажи это. Куроглы-бахадур молвил: “Если моя чёрная борода окрасится вражеской кровью, я уйду из этого мира со сбывшейся мечтой. Куроглы охватило такое рвение, что биение его сердца услышали оба войска. Йусуф-мингбаши расправлялся с врагом и волочил своего противника как это проделывает кошка с мышкой. Головы падали словно яблоки с яблони, когда её трясут.— отрывок из хроники «Фаргана ханлари тарихи».

## Значение
Прежние кокандские владения, включавшие и территорию юга Казахстана, были подчинены Кокандскому ханству. Казахско-кокандские отношения ухудшились, в целом, в связи с кокандско-бухарской войной 1840—1843 годов. В этой войне, казахи, надеясь на избавление от власти Коканда, активно поддерживали бухарские войска и участвовали в походах эмира на Фергану. Однако, осенью-зимой 1842—1843 годов Кокандское ханство было восстановлено, Ташкент и юг Казахстана вновь подпали под власть Коканда, и идиллическая «гармония» в кокандско-казахских отношениях, ещё существовавшая в воображении и той, и другой сторон до кокандско-бухарской войны, разрушилась.
С переходом казахов Старшего жуза и присырдарьинских казахов под власть ташкентского кушбеги, налоговый гнёт ещё больше усилился.